# Gonzalo Hernández Guarch
Gonzalo Hernández Guarch (Barcelona, 1945) es un arquitecto, urbanista y escritor español residente en Almería. Firma sus obras como GH Guarch o G.H. Guarch.
Su obra literaria se caracteriza por su densidad y profundidad; la temática tratada es muy actual: la injusticia social, los errores históricos y las consecuencias del nacionalismo étnico-religioso. Especialmente relevante es su obra sobre el genocidio armenio, con libros como El árbol armenio o El testamento armenio. Su novela Las puertas del paraíso sobre el Egipto de Gamal Abdel Nasser le mereció el Premio de Narrativa Vicente Blasco Ibáñez de 1997. En su novela Shalom Sefarad hace una semblanza de un judío expulsado de España en 1492 que debe recorrer todo el Mediterráneo a la búsqueda de su verdad.

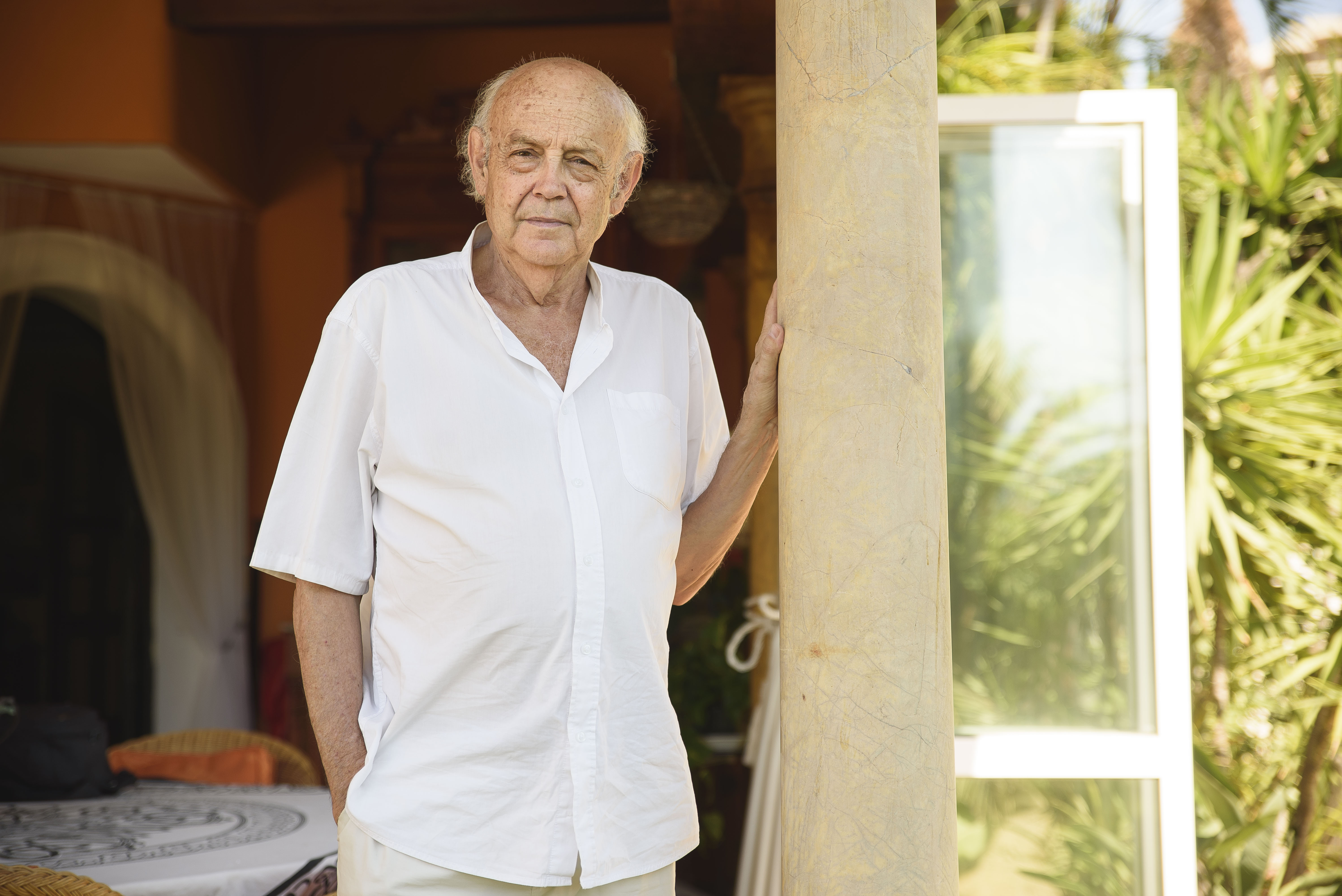
Retrato realizado a Gonzalo Hernández Guarch. Autor: Juan Sánchez

## Publicaciones
- 1) Los espejismos,[4] Área de Cultura del Ayuntamiento de Roquetas de Mar-Almería. Abril 1998. ISBN: 84-605-7451-2
- 2) El largo viaje.
- 3) Historia de tres mujeres. Instituto de Estudios Almerienses. (Dip. Almería). Abril 1996.  ISBN: 84-8108-108-6
- 4) El jardín de arena.[4] Instituto de Estudios Almerienses. (Dip. Almería). Julio 1998. ISBN: 84-8108-155-8
- 5) Las puertas del paraíso.[5] C.E.L.C./ Ediciones del Bronce. Septiembre 1999. ISBN: 84-89854-84-X
- 6) Shalom Sefarad.[6][3] Instituto de Estudios Almerienses. Diciembre 2003. ISBN: 84-8108-299-6
- 7) El legado kurdo. El Cobre Ediciones, S.L. Marzo 2004.   ISBN: 84-96095-49-5
- 8) El árbol armenio. Ediciones del Bronce. (Editorial Planeta) Junio 2002. ISBN: 84-8453-106-6
- 9) La isla de los tiranos
- 10) Ibn Zamrak. . Fundación Unicaja. Noviembre 2006. ISBN: 84-95979-68-3
- 11) Tierra prometida. El Cobre Ediciones, S.L. Abril 2003.ISBN: 84-96095-21-5
- 12) Una historia familiar. . Área Cultura Ayuntamiento Almería. 2005. ISBN: 84-920643-0-7
- 13) Tierra de dioses
- 14) En el nombre de Dios. Editorial Almuzara. 2009. ISBN: 978-84-92573-61-5
- 15) El testamento armenio. Editorial Almuzara. 2008.  ISBN: 978-84-96968-26-4
- 16) Ibn Jaldún. Arráez Editores. Julio 2008. ISBN: 978-84-96651-39-5
- 17) Sudán
- 18) El viejo Agamenón
- 19) La montaña blanca. Editorial Almuzara. Abril. 2021. ISBN: 978-84-18709-23-4
- 20) Llámame Orestes
- 21) Edipo en Manhattan. Editorial Guante Blanco. Abril 2018. ISBN: 978-84-16808-33-5
- 22) Perú, crónica de una epopeya
- 23) Corresponsal en Rusia. Esdrújula Editores. Octubre 2017. ISBN: 978-84-17042-30-1
- 24) Un ensayo a dos
- 25) El Talmud de Viena.[7] Editorial Almuzara. Mayo 2014. ISBN: 978-84-16100-33-0
- 26) El asunto Agopian
- 27) El informe Kerry. Editorial Almuzara. Enero 2016. ISBN: 978-84-16392-37-7
- 28) El legado Stuyvesant
- 29) La hija del Kremlin. Editorial Almuzara. Octubre 2015. ISBN: 978-84-16776-26-9
- 30) La sombra de Sun Yat Sen
- 31) El indiano. Editorial Almuzara. Junio 2018. ISBN: 978-84-17418-48-9
- 32) La fuerza del Destino
- 33) El hombre de Oriente
- 34) Aquella historia
- 35) El Libro del Kurdistán. (El reportaje)
- 36) Relatos cortos
- 37) Retrato de un caballero

## Reconocimientos
Premio de Narrativa Vicente Blasco Ibáñez 1997.  
Medalla de Oro al Mérito Cultural de la República Armenia 2002. 
Premio (AGBU) Garbis Papazian 2007. 
Medalla Movses Khorenatsi 2013.
Diploma de Honor de la Academia Armenia de Ciencias. 
Miembro honorario de la Unión de Escritores Armenios.
Doctor honoris causa por la Universidad Estatal de Ereván. (Armenia)
Miembro del Instituto de Estudios Almerienses. (IEA)
Como artista plástico llevó a cabo una exposición de dibujos en Almería en diciembre de 1972.